# Michael James Genovese
Michael James Genovese (* 9. April 1919 in Pittsburgh; † 31. Oktober 2006 in West Deer Township, Allegheny County) war ein italoamerikanischer Mobster der US-amerikanischen Cosa Nostra und circa zwei Jahrzehnte, bis zu seinem Tod im Jahr 2006, der Boss der LaRocca-Familie (Pittsburgh crime family), welche von ihrem Hauptsitz in Pittsburgh (Pennsylvania) aus agierte. Michael Genovese war der erste Cousin des New Yorker Mobsters Vito Genovese.

## Frühe Jahre
Michael James Genovese war das fünfte von sechs Kindern von Ursula Genovese.
In seinen frühen Jahren wurde Genovese bereits wegen Raubes und Tragens einer Waffe verhaftet. Zu seinen legitimen Einnahmequellen zählte zum Beispiel Autowäsche. Laut einem Bericht der Pennsylvania Crime Commission kontrollierte Genovese das Lotteriespiel in gesamt West-Pennsylvania. Unter der Führung von John Sebastian Larocca war Genovese seit dem Jahr 1956 der Consigliere der Familie und besuchte mit ihm und Capo (Captain) Gabriel Mannarino im Jahr 1957 das berühmte Apalachin-Meeting, welches durch die örtliche Polizei gestürmt wurde. LaRocca entkam den Bundesbehörden, Mannarino und Genovese wurden kurzzeitig verhaftet.
Im Jahr 1978 gründete LaRocca ein Drei-Mann-Gremium, bestehend aus Genovese, Mannarino und Joseph Pecora, welches die Tagesgeschäfte leiten sollte.
Jedoch wurde Pecora im Jahr 1979 inhaftiert und Mannarino verstarb im Jahr 1980.

## Familienoberhaupt
Nach der Inhaftierung Pecoras und dem Tod Mannarinos war Genovese alleiniger Kopf des Gremiums und galt fortan als amtierender Boss, bis LaRocca eines natürlichen Todes starb und Michael James Genovese im Jahr 1985 offiziell der neue Boss der LaRocca-Familie wurde. Unter seiner Führung dominierte die Familie das illegale Glücksspiel in West-Pennsylvania, West Virginia und Ost-Ohio. Die Familie war auch an dem Drogenhandel, Kreditwucherei, Betrug und Diebstahl in Pittsburgh beteiligt.
Überwachungsanlagen der Strafverfolgungsbehörden konnten von Genovese niemals belastende Aussagen aufzeichnen. Er war stets darauf bedacht, nach draußen zu gehen, um mit seinen Untergebenen zu sprechen. Genovese selbst wurde niemals angeklagt und blieb das offizielle Familienoberhaupt, bis er am 31. Oktober 2006 eines natürlichen Todes in seinem Haus in „West Deer Township“ (Allegheny County) starb.